# Formação Huincul
A Formação Huincul é uma formação geológica do Cretáceo Tardio (Cenomaniano Tardio-Turoniano Inicial) do Subgrupo Río Limay, Grupo Neuquén, Argentina. Anteriormente, quando o Subgrupo Río Limay possuía o status de formação geológica, a Formação Huincul era conhecida como Membro Huincul.